# Diocesi di Honolulu

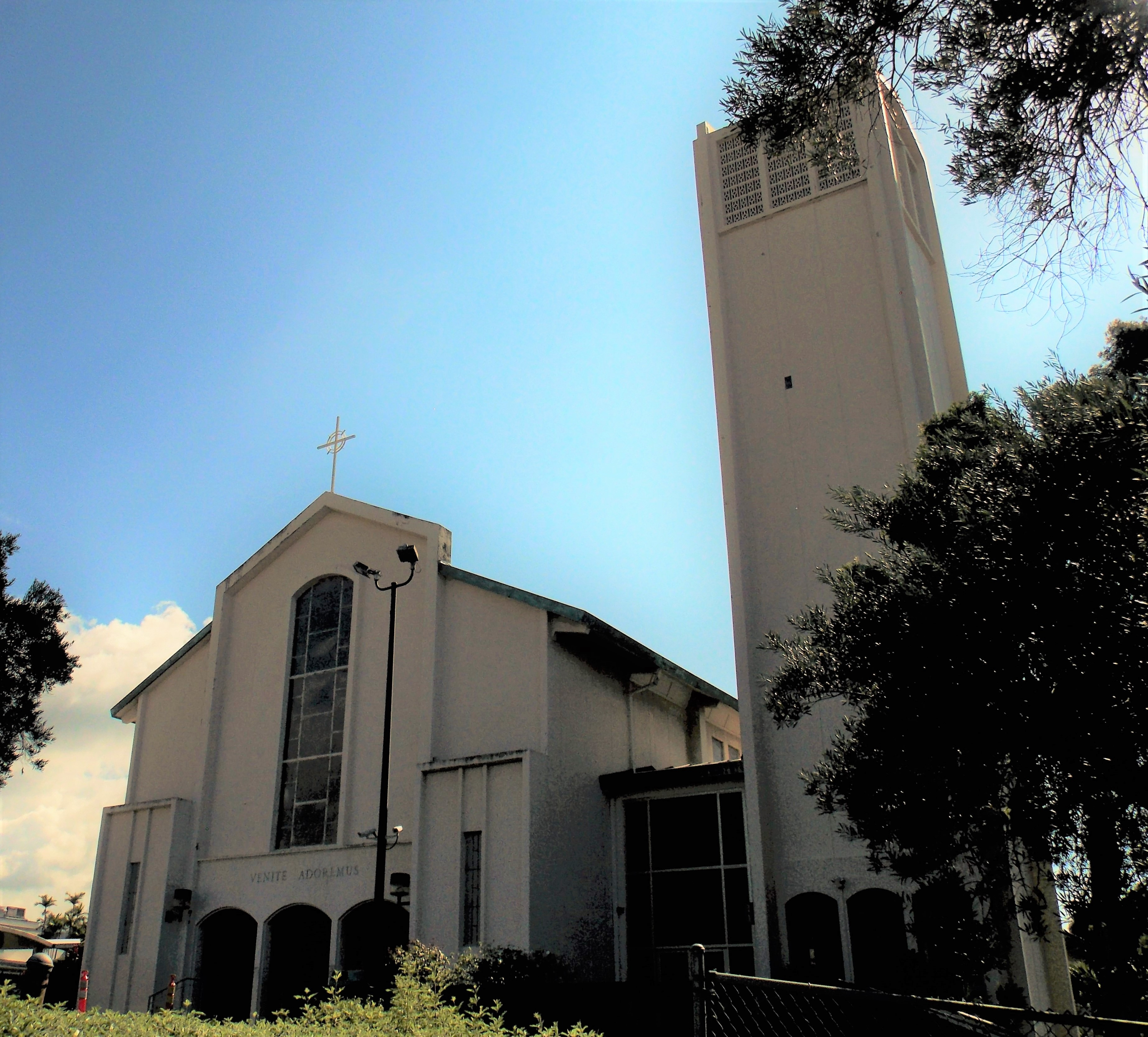
Concattedrale di Santa Teresa di Gesù Bambino a Honolulu.

La diocesi di Honolulu (in latino Dioecesis Honoluluensis) è una sede della Chiesa cattolica negli Stati Uniti d'America suffraganea dell'arcidiocesi di San Francisco. Nel 2021 contava 138.180 battezzati su 1.420.530 abitanti. È retta dal vescovo Clarence Richard Silva.

## Territorio
La diocesi comprende l'intero stato delle Hawaii (Stati Uniti) e inoltre un insieme di isole minori, non incorporate dell'arcipelago.
Sede vescovile è la città di Honolulu, dove si trovano la basilica cattedrale di Nostra Signora della Pace, basilica minore dal 2014, e la concattedrale di Santa Teresa di Gesù Bambino.
Il territorio si estende su 16.637 km² ed è suddiviso in 66 parrocchie.

## Storia
La prefettura apostolica delle Isole Sandwich fu eretta il 27 novembre 1825. I primi missionari, appartenenti alla Congregazione dei Sacri Cuori, arrivarono nelle isole il 7 luglio 1827, guidati dal prefetto apostolico Alexis Bachelot. Su istigazione dei missionari protestanti, giunti nelle isole sette anni prima, i missionari cattolici furono espulsi una prima volta il 24 dicembre 1831.
Il 14 giugno 1833 con il breve In sublimi di papa Gregorio XVI la prefettura apostolica fu assoggettata al vicariato apostolico dell'Oceania orientale (oggi arcidiocesi di Papeete).
I missionari fecero ritorno a Honululu il 17 aprile 1837, ma nel novembre del 1837 il re Kamehameha III espulse nuovamente i cattolici dalle Isole. Alla questione pose rimedio il 10 luglio 1839 lo sbarco della fregata francese Artemise, il cui capitano chiese al re libertà di culto per i cattolici.
Il 13 agosto 1844 in forza del breve Pastorale officium dello stesso papa Gregorio XVI la prefettura apostolica delle Isole Sandwich fu elevata a vicariato apostolico e divenne autonoma dal vicariato apostolico dell'Oceania orientale.
Nel 1848 il vicariato assunse il nome di vicariato apostolico delle Isole Hawaii.
Il 25 gennaio 1941 il vicariato apostolico è stato elevato a diocesi e contestualmente ha assunto il nome attuale.
Il 7 marzo 1964 in virtù del decreto Dissita in Pacifico della Sacra Congregazione Concistoriale la diocesi si è ampliata, includendo l'atollo Johnston, che fino ad allora non era assoggettato a nessuna circoscrizione ecclesiastica.
Il 19 settembre 1984 la chiesa di Santa Teresa di Gesù Bambino di Honolulu è stata elevata al rango di concattedrale, mediante il decreto Maiori Christifidelium della Congregazione per i Vescovi.

## Cronotassi dei vescovi
Si omettono i periodi di sede vacante non superiori ai 2 anni o non storicamente accertati.
- Alexis Bachelot, SS.CC. † (3 dicembre 1825 - 24 dicembre 1831 dimesso)
  - Sede vacante (1831-1839)[2]
- Louis-Désiré Maigret, SS.CC. † (25 luglio 1839 - 3 agosto 1844 dimesso) (prefetto apostolico)
- Simplicien Duboize, SS.CC. † (18 luglio 1844 - 30 agosto 1846 dimesso)
- Louis-Désiré Maigret, SS.CC. † (11 settembre 1846 - 11 giugno 1882 deceduto) (per la seconda volta, come vicario apostolico)
- Bernard Hermann Koeckemann, SS.CC. † (11 giugno 1882 succeduto - 22 febbraio 1892 deceduto)
- Gulstan Francis Ropert, SS.CC. † (3 giugno 1892 - 4 gennaio 1903 deceduto)
- Libert Hubert John Louis Boeynaems, SS.CC. † (8 aprile 1903  - 13 maggio 1926 deceduto)
- Stephen Peter Alencastre, SS.CC. † (13 maggio 1926 succeduto - 9 novembre 1940 deceduto)
- James Joseph Sweeney † (20 maggio 1941 - 19 giugno 1968 deceduto)
- John Joseph Scanlan † (6 marzo 1968 - 30 giugno 1981 ritirato)
- Joseph Anthony Ferrario † (13 maggio 1982 - 12 ottobre 1993 ritirato)
- Francis Xavier DiLorenzo † (29 novembre 1994 - 31 marzo 2004 nominato vescovo di Richmond)
- Clarence Richard Silva, dal 17 maggio 2005

## Statistiche
La diocesi nel 2021 su una popolazione di 1.420.530 persone contava 138.180 battezzati, corrispondenti al 9,7% del totale.
| anno | popolazione | popolazione | popolazione | presbiteri | presbiteri | presbiteri | presbiteri                | diaconi | religiosi | religiosi | parrocchie |
| anno | battezzati  | totale      | %           | numero     | secolari   | regolari   | battezzati per presbitero | diaconi | uomini    | donne     | parrocchie |
| ---- | ----------- | ----------- | ----------- | ---------- | ---------- | ---------- | ------------------------- | ------- | --------- | --------- | ---------- |
| 1950 | 145.000     | 525.000     | 27,6        | 125        | 6          | 119        | 1.160                     |         | 88        | 367       | 55         |
| 1966 | 220.000     | 726.310     | 30,3        | 171        | 25         | 146        | 1.286                     |         | 147       | 486       | 63         |
| 1970 | 210.000     | 807.509     | 26,0        | 162        | 31         | 131        | 1.296                     |         | 232       | 362       | 66         |
| 1976 | 205.000     | 846.900     | 24,2        | 165        | 46         | 119        | 1.242                     |         | 194       | 415       | 66         |
| 1980 | 211.000     | 902.000     | 23,4        | 169        | 57         | 112        | 1.248                     | 1       | 187       | 383       | 64         |
| 1990 | 225.028     | 1.112.100   | 20,2        | 167        | 71         | 96         | 1.347                     | 32      | 151       | 302       | 67         |
| 1999 | 236.688     | 1.186.602   | 19,9        | 147        | 69         | 78         | 1.610                     | 26      | 48        | 180       | 66         |
| 2000 | 239.000     | 1.196.000   | 20,0        | 160        | 72         | 88         | 1.493                     | 26      | 137       | 156       | 66         |
| 2001 | 215.000     | 1.185.497   | 18,1        | 155        | 73         | 82         | 1.387                     | 32      | 138       | 155       | 66         |
| 2002 | 260.000     | 1.211.537   | 21,5        | 150        | 65         | 85         | 1.733                     | 50      | 135       | 161       | 66         |
| 2003 | 232.935     | 1.211.537   | 19,2        | 168        | 87         | 81         | 1.386                     | 52      | 145       | 201       | 66         |
| 2004 | 234.588     | 1.244.898   | 18,8        | 157        | 79         | 78         | 1.494                     | 51      | 125       | 236       | 61         |
| 2006 | 239.000     | 1.270.000   | 18,8        | 163        | 86         | 77         | 1.466                     | 47      | 121       | 190       | 66         |
| 2013 | 263.000     | 1.325.000   | 19,8        | 153        | 92         | 61         | 1.718                     | 60      | 93        | 125       | 66         |
| 2016 | 268.900     | 1.431.603   | 18,8        | 134        | 86         | 48         | 2.006                     | 72      | 74        | 163       | 66         |
| 2019 | 148.960     | 1.420.000   | 10,5        | 132        | 84         | 48         | 1.128                     | 74      | 72        | 146       | 66         |
| 2021 | 138.180     | 1.420.530   | 9,7         | 133        | 81         | 52         | 1.038                     | 74      | 75        | 137       | 66         |